# انفجار البخار

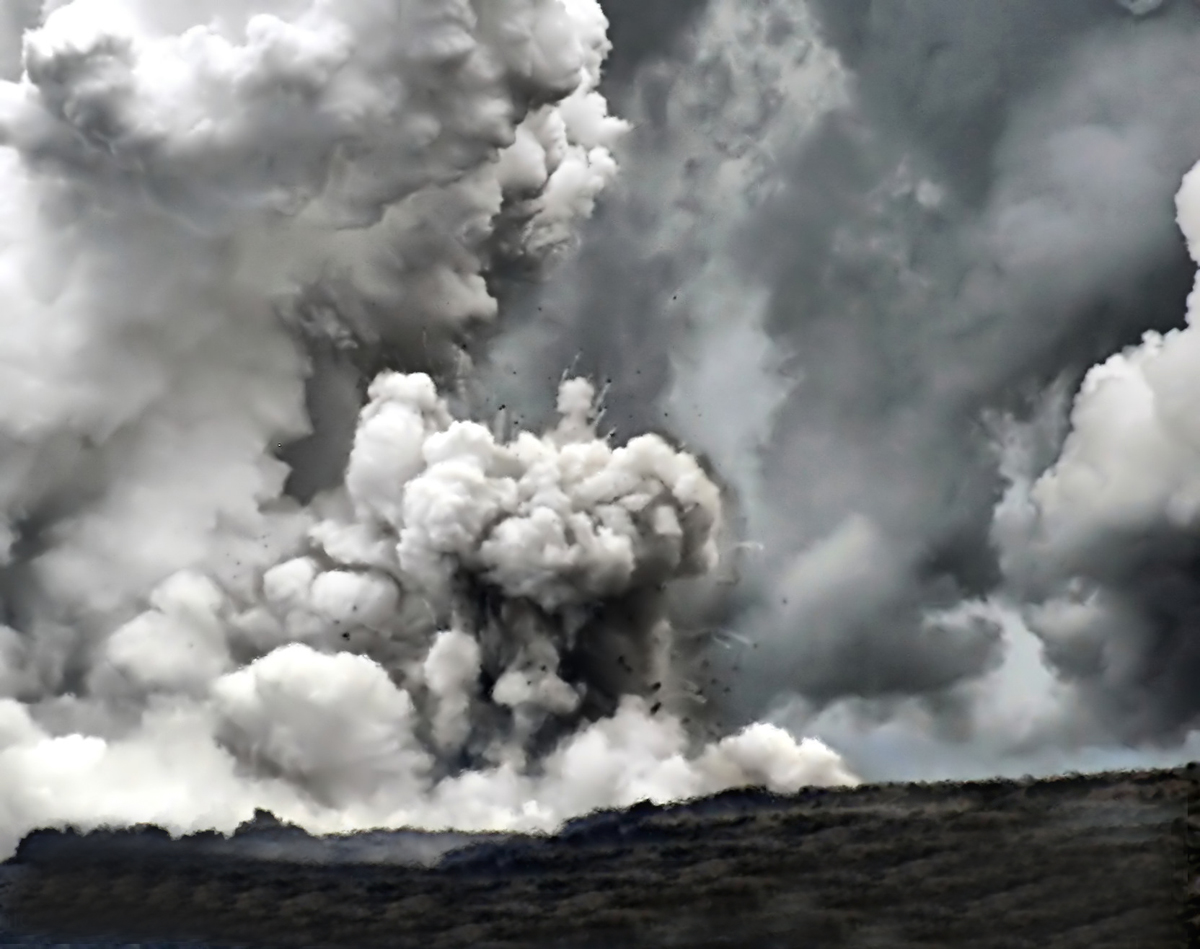
انفجار بخاري في المحيط جراء التلامس المباشر بين حمم بركان ومياه المحيط في هاواي.

الانفجار البخاري هو شكل من أشكال الانفجار الفيزيائي الذي يحصل عند حدوث تسخين سريع للماء إلى بخار، وذلك إما بسبب فرط الإحماء أو التسخين السريع عند تلامس مادة ساخنة جداً مثل الحمم أو مصهور الفلزات مع الماء. يمكن أن تصادف حالات الانفجار البخاري في المفاعلات النووية حال حدوث انصهار نووي وكذلك في أوعية الضغط.
يكمن السبب في الانفجار بحدوث تغير سريع في حالة الماء من السائلة إلى الغازية والتي تترافق بازدياد متسارع في الحجم. يصنف الانفجار البخاري ضمن الانفجارات الفيزيائية، إذ أنه لا يتضمن وجود مادة كيميائية متفجرة أو نووية منشطرة. 

## اقرأ أيضاً
- متفجرات